# Diocesi di Clifton

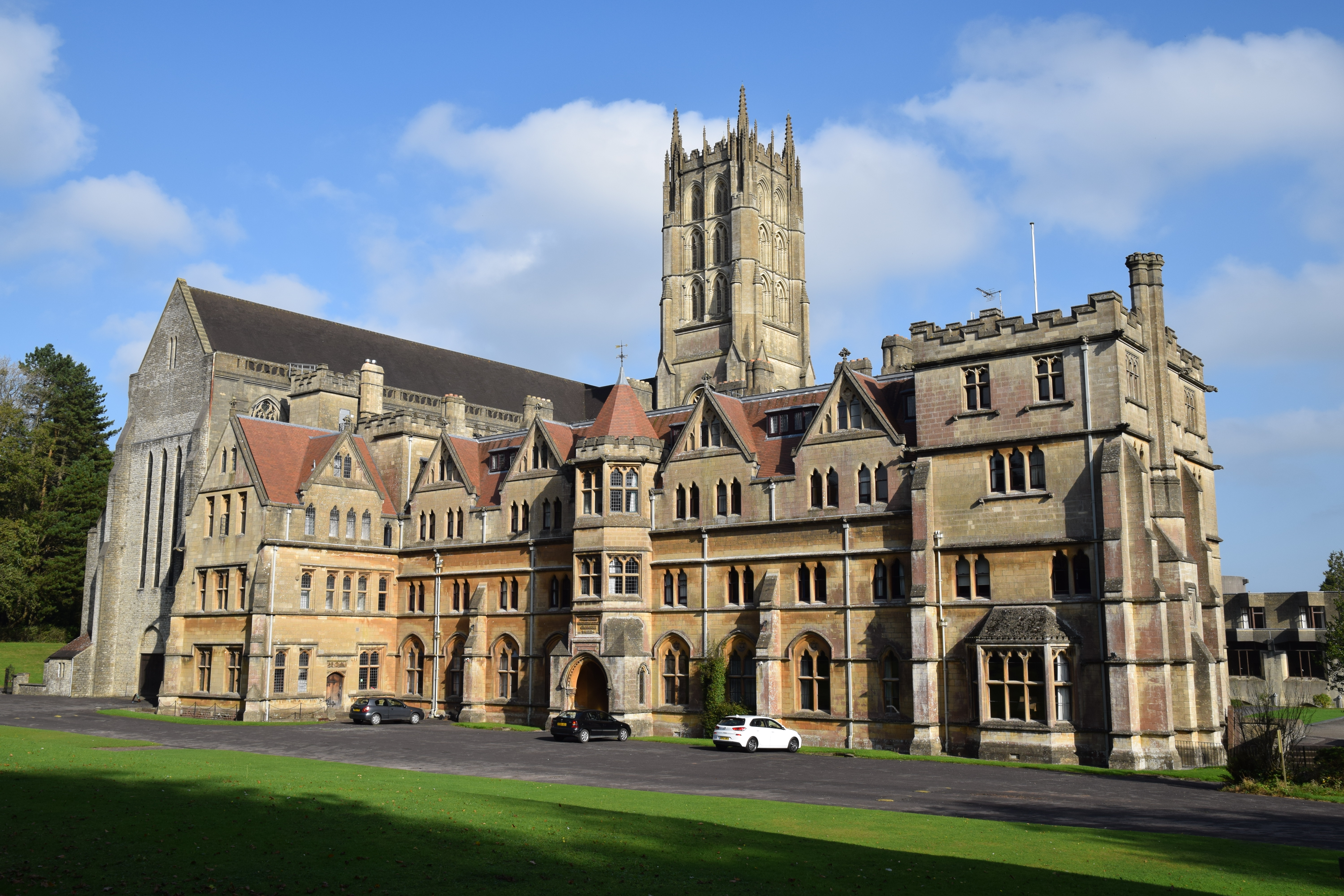
L'abbazia di Downside.

La diocesi di Clifton (in latino Dioecesis Cliftoniensis) è una sede della Chiesa cattolica in Inghilterra suffraganea dell'arcidiocesi di Birmingham. Nel 2021 contava 173.000 battezzati su 2.664.300 abitanti. È retta dal vescovo John Bosco MacDonald.

## Territorio
La diocesi comprende la città e la contea di Bristol, le contee di Gloucestershire, Wiltshire e Somerset, la unitary authority di Bath and North East Somerset e la unitary authority del North Somerset.
Sede vescovile è la città di Bristol, dove si trova la cattedrale dei Santi Pietro e Paolo. A Stratton-on-the-Fosse sorge la basilica minore di San Gregorio Magno, chiesa dell'abbazia di Downside.
Il territorio si estende su 10.916 km² ed è suddiviso in 104 parrocchie, raggruppate in 9 aree pastorali.

## Storia

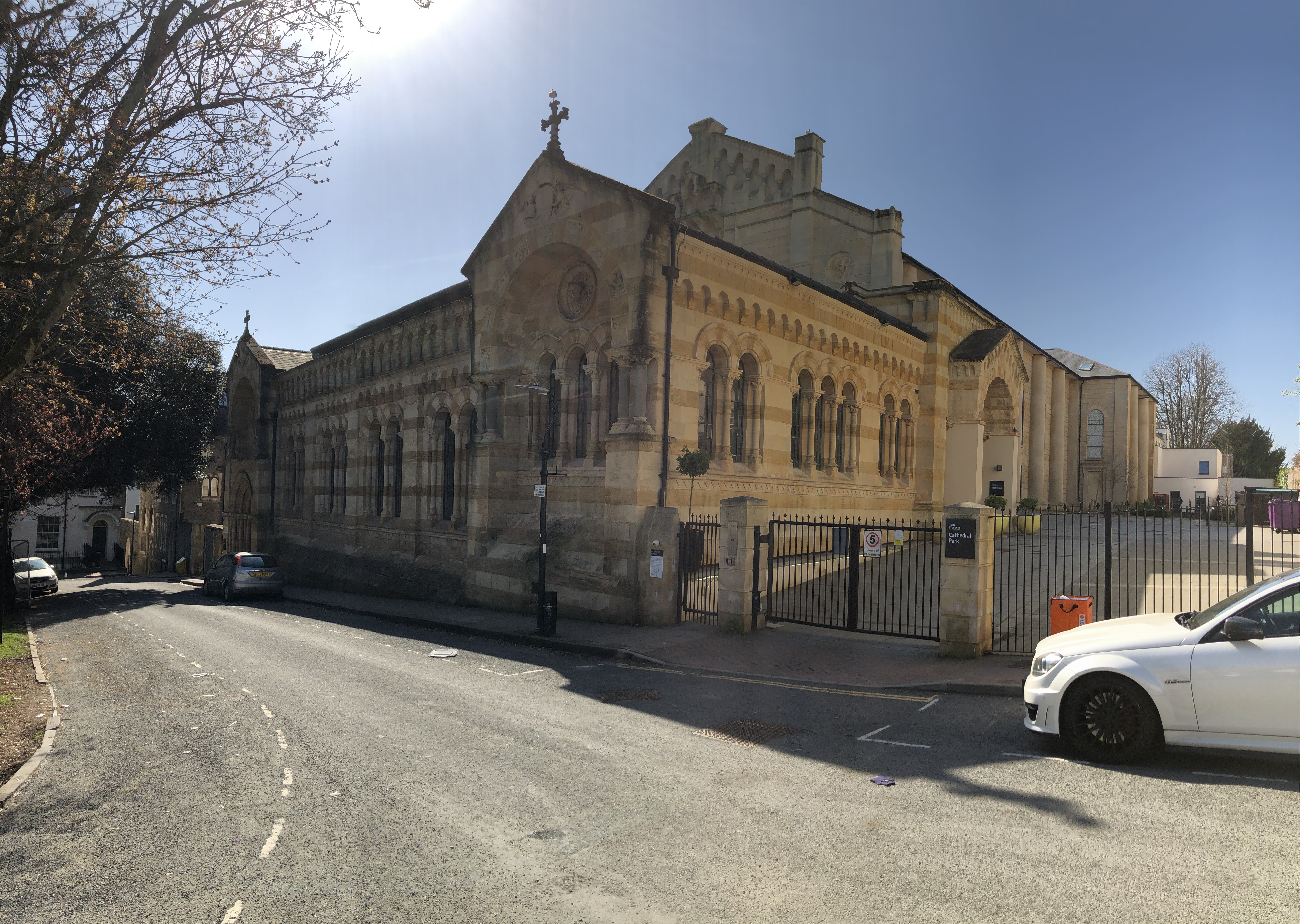
La chiesa dei Santi Apostoli di Clifton, pro-cattedrale della diocesi dal 1850 al 1973.

Il vicariato apostolico del Distretto occidentale fu eretto il 30 gennaio 1688 con la bolla Super cathedram di papa Innocenzo XI, ricavandone il territorio dal vicariato apostolico d'Inghilterra (oggi arcidiocesi di Westminster).
Il 3 luglio 1840 cedette una porzione del suo territorio a vantaggio dell'erezione del vicariato apostolico del Galles (oggi arcidiocesi di Cardiff-Menevia).
La sede del vicario apostolico era a Prior Park nei pressi di Bath, residenza acquistata dal vescovo Peter Augustine Baines nel 1828 come sede propria e del seminario del vicariato apostolico. Nel 1843 il distretto comprendeva poco meno di 20.000 cattolici per 54 sacerdoti, e si estendeva su 6 contee: Cornovaglia, Devon, Dorset, Somerset, Gloucestershire e Wiltshire.
Il 29 settembre 1850, con il breve Universalis Ecclesiae di papa Pio IX, fu restaurata la gerarchia cattolica in Inghilterra e Galles e furono istituite le diocesi cattoliche in sostituzione dei vicariati apostolici. Il vicariato apostolico del Distretto occidentale fu diviso in due: le contee di Gloucestershire, Somerset e Wiltshire costituirono il territorio della nuova diocesi di Clifton, suffraganea dell'arcidiocesi di Westminster, mentre la Cornovaglia, il Devon e il Dorset furono inclusi nella diocesi di Plymouth.
Il vescovo pose la sua sede a Clifton, distretto di Bristol. Alla diocesi fu dato il nome di Clifton, e non quello di Bristol, poiché la condizione posta dal governo britannico per la legalizzazione della Chiesa cattolica in Inghilterra, con il Roman Catholic Relief Act del 1829, era stata quella di non replicare nomi e sedi delle diocesi anglicane. La diocesi anglicana di Bristol, infatti, fu eretta da Enrico VIII d'Inghilterra nel 1540; tale sede, tuttavia, durante il regno della cattolica Maria I Tudor, tra il 1554 e il 1558 ebbe un vescovo cattolico, John Holyman.
Dal 1850 fino alla costruzione dell'attuale cattedrale nel 1973, servì come procattedrale diocesana la chiesa dei Santi Apostoli di Clifton. Il 28 giugno 1852 è stato istituito il capitolo della cattedrale, consistente in un prevosto e in dieci canonici.
Il 28 ottobre 1911 è entrata a far parte della provincia ecclesiastica di Birmingham.
Nel 1968 ebbe inizio la costruzione della cattedrale diocesana dedicata ai Santi Pietro e Paolo, che è stata consacrata nel 1973.

## Cronotassi dei vescovi
Si omettono i periodi di sede vacante non superiori ai 2 anni o non storicamente accertati.

### Vicari apostolici del Distretto occidentale
- Philip Michael Ellis, O.S.B. † (28 gennaio 1688 - 1705 dimesso)
- Matthew Pritchard, O.F.M. † (20 settembre 1713 - 20 maggio 1750 deceduto)
- Lawrence William York, O.S.B. † (22 maggio 1750 succeduto - 11 luglio 1763 dimesso)
- Charles Walmesley, O.S.B. † (11 luglio 1763 succeduto - 25 novembre 1797 deceduto)
- William Gregory Sharrock, O.S.B. † (25 novembre 1797 succeduto - 17 ottobre 1809 deceduto)
- Peter Bernardine Collingridge, O.F.M. † (18 ottobre 1809 succeduto - 3 marzo 1829 deceduto)
- Peter Augustine Baines, O.S.B. † (3 marzo 1829 succeduto - 6 luglio 1843 deceduto)
- Charles Michael Baggs † (9 gennaio 1844 - 16 ottobre 1845 deceduto)
- William Bernard Ullathorne, O.S.B. † (12 maggio 1846 - 28 luglio 1848 nominato vicario apostolico del Distretto centrale)
- Joseph William Hendren, O.F.M. † (28 luglio 1848 - 29 settembre 1850 nominato vescovo di Clifton)

### Vescovi di Clifton
- Joseph William Hendren, O.F.M. † (29 settembre 1850 - 22 giugno 1851 nominato vescovo di Nottingham)
- Thomas Burgess † (27 giugno 1851 - 27 novembre 1854 deceduto)
  - Sede vacante (1854-1857)[6]
- William Hugh Joseph Clifford † (6 febbraio 1857 - 14 agosto 1893 deceduto)
- William Robert Brownlow † (20 marzo 1894 - 9 novembre 1901 deceduto)
- George Ambrose Burton † (15 marzo 1902 - 8 febbraio 1931 deceduto)
- William Lee † (18 dicembre 1931 - 21 settembre 1948 deceduto)
- Joseph Edward Rudderham † (14 maggio 1949 - 31 agosto 1974 ritirato)
- Mervyn Alban Alexander † (20 dicembre 1974 - 27 febbraio 2001 ritirato)
- Declan Ronan Lang (27 febbraio 2001 - 14 marzo 2024 dimesso)
- John Bosco MacDonald, dal 14 marzo 2024

## Statistiche
La diocesi nel 2021 su una popolazione di 2.664.300 persone contava 173.000 battezzati, corrispondenti al 6,5% del totale.
| anno | popolazione | popolazione | popolazione | presbiteri | presbiteri | presbiteri | presbiteri                | diaconi | religiosi | religiosi | parrocchie |
| anno | battezzati  | totale      | %           | numero     | secolari   | regolari   | battezzati per presbitero | diaconi | uomini    | donne     | parrocchie |
| ---- | ----------- | ----------- | ----------- | ---------- | ---------- | ---------- | ------------------------- | ------- | --------- | --------- | ---------- |
| 1950 | 52.260      | 1.564.034   | 3,3         | 240        | 105        | 135        | 217                       |         | 185       | 763       | 85         |
| 1969 | 101.578     | 2.353.000   | 4,3         | 275        | 121        | 154        | 369                       |         | 194       | 733       | 93         |
| 1980 | 111.380     | 2.307.000   | 4,8         | 244        | 127        | 117        | 456                       | 8       | 167       | 585       | 102        |
| 1990 | 125.745     | 2.501.200   | 5,0         | 236        | 130        | 106        | 532                       | 19      | 131       | 384       | 107        |
| 1999 | 125.740     | 2.566.407   | 4,9         | 204        | 134        | 70         | 616                       | 31      | 81        | 288       | 107        |
| 2000 | 134.026     | 1.958.687   | 6,8         | 217        | 145        | 72         | 617                       | 35      | 84        | 269       | 107        |
| 2001 | 136.290     | 1.958.687   | 7,0         | 212        | 140        | 72         | 642                       | 35      | 84        | 274       | 107        |
| 2002 | 140.759     | 1.978.275   | 7,1         | 199        | 128        | 71         | 707                       | 35      | 81        | 269       | 107        |
| 2003 | 133.944     | 1.956.166   | 6,8         | 199        | 128        | 71         | 673                       | 36      | 81        | 265       | 107        |
| 2013 | 199.900     | 2.137.000   | 9,4         | 146        | 98         | 48         | 1.369                     | 54      | 54        | 107       | 107        |
| 2016 | 179.972     | 2.619.900   | 6,9         | 132        | 93         | 39         | 1.363                     | 56      | 45        | 96        | 103        |
| 2019 | 170.700     | 2.629.140   | 6,5         | 125        | 89         | 36         | 1.365                     | 57      | 41        | 94        | 104        |
| 2021 | 173.000     | 2.664.300   | 6,5         | 116        | 83         | 33         | 1.491                     | 54      | 35        | 93        | 104        |